# رينالدو مونيوث بيدروزا
رينالدو مونيوث بيدروزا هو سياسي فنزويلي، ولد في 1971 في كاراكاس في فنزويلا.